# Kim Ki-taik
Kim Ki-taik (* 3. Oktober 1962) ist ein Tischtennisspieler aus Südkorea, der in den 1980er Jahren bei internationalen Turnieren auftrat. Er gewann Silber im Herreneinzel bei der Olympiade 1988.

## Internationale Erfolge
Kim Ki-taik wurde für alle fünf Weltmeisterschaften in den 1980er Jahren nominiert. Dabei erreichte er das Viertelfinale 1983 und 1985 im Einzel sowie 1985 im Doppel. 1982 kam er bei den Asian Games im Doppel mit Kim Wan ins Endspiel. Bei den Olympischen Sommerspielen 1988 in Seoul holte er im Einzel die Silbermedaille hinter seinem Landsmann Yoo Nam-kyu.

## Turnierergebnisse
| Verband | Veranstaltung           | Jahr | Ort            | Land | Einzel        | Doppel        | Mixed         | Team |
| ------- | ----------------------- | ---- | -------------- | ---- | ------------- | ------------- | ------------- | ---- |
| KOR     | Asienmeisterschaft ATTU | 1988 | Niigata        | JPN  |               | Halbfinale    |               |      |
| KOR     | Asienmeisterschaft ATTU | 1984 | Islamabad      | PAK  | Viertelfinale | Halbfinale    |               |      |
| KOR     | Asian Cup               | 1987 | Seoul          | KOR  | 3             |               |               |      |
| KOR     | Asienspiele             | 1982 | New Delhi      | IND  |               | Silber        | Viertelfinale |      |
| KOR     | Olympische Spiele       | 1988 | Seoul          | KOR  | Silver medal  | 4             |               |      |
| KOR     | Weltmeisterschaft       | 1989 | Dortmund       | FRG  | letzte 32     | letzte 16     | letzte 64     | 5    |
| KOR     | Weltmeisterschaft       | 1987 | New Delhi      | IND  | letzte 32     | letzte 16     | letzte 16     | 9    |
| KOR     | Weltmeisterschaft       | 1985 | Göteborg       | SWE  | Viertelfinale | Viertelfinale | letzte 64     | 9    |
| KOR     | Weltmeisterschaft       | 1983 | Tokio          | JPN  | Viertelfinale | letzte 32     | letzte 32     | 7    |
| KOR     | Weltmeisterschaft       | 1981 | Novi Sad       | YUG  | Qual          | letzte 64     | letzte 32     | 9    |
| KOR     | World Cup               | 1988 | Canton & Wuhan | USA  | 12            |               |               |      |
| KOR     | World Cup               | 1987 | Macao          | CHN  | 9             |               |               |      |
| KOR     | World Cup               | 1986 | Port of Spain  | TRI  | 13            |               |               |      |
| KOR     | World Cup               | 1985 | Foshan         | CHN  | 6             |               |               |      |
| KOR     | World Cup               | 1983 | Barbados       | 0    | 11            |               |               |      |